# Coniopteryx bicuspis
Coniopteryx bicuspis är en insektsart som beskrevs av Bo Tjeder 1957. Coniopteryx bicuspis ingår i släktet Coniopteryx och familjen vaxsländor. Inga underarter finns listade i Catalogue of Life.